# Copa Báltica 2022
La Copa Báltica 2022 (en estonio, Balti turniir 2022; en letón, Baltijas Kauss 2022; en lituano, 2022 m. Baltijos taurė) fue la XXIX edición de dicha competición.
El torneo se disputó en los días 16 y 19 de noviembre, y contó con el debut del Islandia, además de la tradicional participación de los conjuntos bálticos de Estonia, Letonia y Lituania.
Islandia ganó su primer título y fue el primer equipo invitado en el torneo en ganarlo.

## Formato
Este año, Islandia se unió a Estonia, Letonia y Lituania, por lo que se utilizó el formato de Eliminación directa que usó por primera vez en la Copa Báltica 2012
En caso de empate en cualquiera de los encuentros, los partidos se definieron directamente por medio de los tiros desde el punto penal, sin disputarse tiempo suplementario.

## Resultados
- Los horarios son correspondientes a la hora local.

### Semifinales
| 16 de noviembre de 2022 | Letonia                | 1:1 (2:0) (5:3 p.) | Estonia          | Estadio Daugava, Riga          |                                |
| 19:00 (UTC+2)           | Raimonds Krollis 45+2' | Reporte            | Sergei Zenjov 2' | Árbitro(s): Robertas Valikonis | Árbitro(s): Robertas Valikonis |

| 16 de noviembre de 2022 | Lituania | 0:0 (5:6 p.) | Islandia | Estadio S. Darius y S. Girėnas, Kaunas |                              |
| 19:00 (UTC+2)           |          | Reporte      |          | Árbitro(s): Andris Treimanis           | Árbitro(s): Andris Treimanis |

### Tercer lugar
| 19 de noviembre de 2022 | Estonia                                | 2:0 (0:0) | Lituania | A. Le Coq Arena, Tallin            |                                    |
| 16:00 (UTC+2)           | Sergei Zenjov 65' · Rasmus Peetson 89' | Reporte   |          | Árbitro(s): Vitālijs Spasjoņņikovs | Árbitro(s): Vitālijs Spasjoņņikovs |

### Final
| 19 de noviembre de 2022 | Letonia              | 1:1 (0:0) (7:8 p.) | Islandia                             | Estadio Daugava, Riga        |                              |
| 16:00 (UTC+2)           | Andrejs Cigaņiks 67' | Reporte            | Ísak Bergmann Jóhannesson 62' (pen.) | Árbitro(s): Joonas Jaanovits | Árbitro(s): Joonas Jaanovits |